# Europe (1983)
Europe is het enige muziekalbum van de Nederlandse muziekgroep met dezelfde naam. Europe was een gedeeltelijke voortzetting van de band Kayak. Succesvol was de band niet, na één album verdween de band geruisloos.

## Musici
- Ton Scherpenzeel – toetsinstrumenten, zang en percussie (ex-Kayak)
- Johan Slager – gitaar (ex-Kayak)
- John Philippo – zang, vocoder en harmonica (ex-Taurus)
- Bert Veldkamp – basgitaar (ex-Kayak)
- Roger Wollaert – drumkit (ex-Kleptomania en Dany Lademacher)

Gasten:
- Eddy Conrad – percussie
- Gerbrand Westveen – saxofoon (speelde eerder bij Het Goede Doel)

## Tracklist
| Nr. | Titel                   | Duur |
| --- | ----------------------- | ---- |
| 1.  | Take me (for what I am) | 3:15 |
| 2.  | Good thing going        | 4:00 |
| 3.  | Hideaway                | 3:07 |
| 4.  | Runner in the night     | 4:26 |
| 5.  | Abandon ship            | 3:44 |

| Nr. | Titel                     | Duur |
| --- | ------------------------- | ---- |
| 1.  | Which side are you on     | 3:25 |
| 2.  | It doesn’t hurt anymore   | 3:50 |
| 3.  | Sarah-Lee                 | 4:10 |
| 4.  | Time is running out on us | 3:30 |
| 5.  | The roar of guns          | 7:24 |

Het album is niet verschenen op compact disc. Een cd-persing is echter te bestellen via Fonos, alwaar men elpees van Nederlandse artiesten omzet naar cd, mits de elpees niet meer verkrijgbaar zijn.  